# Konju
Koordinaten: 59° 24′ N, 27° 37′ O
Konju (deutsch Raustfer) ist ein Dorf (estnisch küla) in der Landgemeinde Toila (Toila vald). Es liegt im Kreis Ida-Viru (Ost-Wierland) im Nordosten Estlands.
Das Dorf hat 154 Einwohner (Stand 19. September 2012).

## Gut Konju
Das Gut von Konju wurde im 17. Jahrhundert als eigenständige wirtschaftliche Einheit gegründet. Das zurückhaltend gebaute, eingeschossige Herrenhaus aus Holz existiert heute nicht mehr.